# Cheiracanthium approximatum
Cheiracanthium approximatum is een spinnensoort uit de familie Cheiracanthiidae.
De wetenschappelijke naam van de soort werd in 1885 gepubliceerd door Octavius Pickard-Cambridge.